# Torneo di Wimbledon 2010 - Doppio maschile in carrozzina
Robin Ammerlaan e Stefan Olsson hanno battuto in finale 6-4, 7-6 Stéphane Houdet e Shingo Kunieda.

## Teste di serie
1. Stéphane Houdet /  Shingo Kunieda (finale)
2. Maikel Scheffers /  Ronald Vink (semifinali)

## Tabellone

### Legenda
| - Q = Qualificato - WC = Wild card - LL = Lucky loser | - ALT = Alternate - SE = Special Exempt - PR = Protected Ranking | - w/o = Walkover - r = Ritirato - d = Squalificato |

### Finali
|  | Semifinali | Semifinali                       | Semifinali                       | Semifinali | Semifinali |  |  | Finale                           | Finale                           | Finale                           | Finale | Finale |  |
|  |            |                                  |                                  |            |            |  |  |                                  |                                  |                                  |        |        |  |
|  | 1          | Stéphane Houdet Shingo Kunieda   | Stéphane Houdet Shingo Kunieda   | 6          | 6          |  |  |                                  |                                  |                                  |        |        |  |
|  | WC         | Frédéric Cattaneo Nicolas Peifer | Frédéric Cattaneo Nicolas Peifer | 3          | 2          |  |  | Stéphane Houdet Shingo Kunieda   | Stéphane Houdet Shingo Kunieda   | Stéphane Houdet Shingo Kunieda   | 4      | 64     |  |
|  |            | Robin Ammerlaan Stefan Olsson    | Robin Ammerlaan Stefan Olsson    | 7          | 6          |  |  | Robin Ammerlaan Stefan Olsson    | Robin Ammerlaan Stefan Olsson    | Robin Ammerlaan Stefan Olsson    | 6      | 7      |  |
|  | 2          | Maikel Scheffers Ronald Vink     | Maikel Scheffers Ronald Vink     | 65         | 2          |  |  |                                  |                                  |                                  |        |        |  |
|  |            |                                  |                                  |            |            |  |  |                                  |                                  |                                  |        |        |  |
|  |            |                                  |                                  |            |            |  |  | Finale 3º posto                  |                                  |                                  |        |        |  |
|  |            |                                  |                                  |            |            |  |  |                                  |                                  |                                  |        |        |  |
|  |            |                                  |                                  |            |            |  |  | Frédéric Cattaneo Nicolas Peifer | Frédéric Cattaneo Nicolas Peifer | Frédéric Cattaneo Nicolas Peifer | 1      | 4      |  |
|  |            |                                  |                                  |            |            |  |  | Maikel Scheffers Ronald Vink     | Maikel Scheffers Ronald Vink     | Maikel Scheffers Ronald Vink     | 6      | 6      |  |